# Persone di cognome Daniel
| Questa pagina contiene informazioni ricavate automaticamente dalle voci biografiche con l'ausilio del template Bio e di un bot. L'aggiornamento è periodico e automatico e ricostruisce completamente la pagina. Se manca una persona in questa lista, sei pregato di non aggiungerla, ma accertati piuttosto che la sua voce biografica contenga il template Bio e che i dati anagrafici siano correttamente compilati. Se il template Bio manca, inseriscilo tu stesso o, in alternativa, metti l'avviso {{tmp\|Bio}} che ne segnala la mancanza. Se i dati riportati sono sbagliati, correggi direttamente la voce biografica; le modifiche saranno visibili in questa lista entro pochi giorni. Per chiarimenti vedi il progetto biografie. La lista contiene solo le 43 persone che sono citate nell'enciclopedia e per le quali è stato implementato correttamente il template Bio. Pagina aggiornata al 3 nov 2022. |

Questa è una lista di persone presenti nell'enciclopedia che hanno il cognome Daniel, suddivise per attività principale.

## Allenatori di calcio(2)
- Peter Daniel, allenatore di calcio e ex calciatore inglese (Kingston upon Hull, n.1955)
- Stefano Daniel, allenatore di calcio, dirigente sportivo e ex calciatore italiano (Monastier di Treviso, n.1968)

## Astronomi(1)
- Zaccheus Daniel, astronomo statunitense (n.1874 - † 1964)

## Attori(3)
- Brittany Daniel, attrice statunitense (Gainesville, n.1976)
- Cynthia Daniel, attrice e fotografa statunitense (Gainesville, n.1976)
- Elsa Daniel, attrice argentina (San Lorenzo, n.1936 - Buenos Aires, † 2017)

## Botanici(1)
- Lucien Louis Daniel, botanico francese (La Dorée, n.1856 - Erquy, † 1940)

## Calciatori(9)
- Denron Daniel, calciatore grenadino (Rose Hill, n.1989)
- Emmanuel Daniel, calciatore nigeriano (n.1993)
- Erik Daniel, calciatore ceco (Hodonín, n.1992)
- Kadell Daniel, calciatore guyanese (Londra, n.1994)
- Keon Daniel, calciatore trinidadiano (Lambeau, n.1987)
- Océane Daniel, calciatrice francese (Dieppe, n.1997)
- Ray Daniel, calciatore e allenatore di calcio gallese (Swansea, n.1928 - Swansea, † 1997)
- Richard Daniel, ex calciatore papuano (n.1973)
- Rimmel Daniel, calciatore grenadino (Londra, n.1991)

## Cantanti(1)
- Fernando Daniel, cantante portoghese (Estarreja, n.1996)

## Cestisti(2)
- Ed Daniel, cestista statunitense (Birmingham, n.1990)
- Motti Daniel, ex cestista israeliano (Holon, n.1963)

## Ciclisti su strada(1)
- Maxime Daniel, ex ciclista su strada e pistard francese (Rennes, n.1991)

## Direttori d'orchestra(1)
- Paul Daniel, direttore d'orchestra inglese (Birmingham, n.1958)

## Giocatori di football americano(1)
- Chase Daniel, giocatore di football americano statunitense (Irving, n.1986)

## Giornalisti(1)
- Isioma Daniel, giornalista nigeriana (Nigeria, n.1981)

## Imprenditori(1)
- Jack Daniel, imprenditore statunitense (Lynchburg, n.1849 - Lynchburg, † 1911)

## Lottatori(1)
- Amas Daniel, lottatore nigeriano (Anyama, n.1990)

## Missionari(1)
- Antoine Daniel, missionario francese (Dieppe, n.1601 - Téanaostaiaé, † 1648)

## Modelli(2)
- Kiko Mizuhara, modella, attrice e stilista statunitense (Dallas, n.1990)
- Teresita Daniel, modella e soprano spagnola

## Nuotatori(1)
- Ellie Daniel, ex nuotatrice statunitense (Filadelfia, n.1950)

## Pallavolisti(1)
- Clément Daniel, pallavolista francese (Montpellier, n.1991)

## Pentatleti(1)
- Thomas Daniel, pentatleta austriaco (Schwarzach im Pongau, n.1985)

## Pittori(1)
- Daniel Sénélar, pittore francese (Parigi, n.1925 - Saint-Maur-des-Fossés, † 2001)

## Poeti(3)
- Ana Daniel, poetessa portoghese (Lisbona, n.1928 - Sintra, † 2011)
- Arnaut Daniel, poeta e trovatore francese (Ribérac)
- Samuel Daniel, poeta inglese (Taunton, n.1562 - Beckington, † 1619)

## Produttori cinematografici(1)
- Sean Daniel, produttore cinematografico statunitense (New York, n.1951)

## Rapper(1)
- Aminé, rapper e cantante statunitense (Portland, n.1994)

## Registi(1)
- Rod Daniel, regista statunitense (Nashville, n.1942 - Chicago, † 2016)

## Scrittori(1)
- Yvan Daniel, scrittore francese (Nîmes, n.1909 - Parigi, † 1986)

## Storici(1)
- Gabriel Daniel, storico e gesuita francese (Rouen, n.1649 - Parigi, † 1728)

## Tennisti(2)
- Marcos Daniel, tennista brasiliano (Passo Fundo, n.1978)
- Tarō Daniel, tennista giapponese (New York, n.1993)

## Vescovi cattolici(1)
- Angelo Daniel, vescovo cattolico italiano (Montebelluna, n.1933)